# صدای بیس رو زیاد کن
صدای بیس رو زیاد کن (به انگلیسی: Turn Up The Bass) مجموعه ای از آلبوم‌های تلفیقی است که توسط شرکت ضبط آرکید رکوردز منتشر شده است. این رکوردها شامل آهنگ‌های دهه هشتاد و نود در سبک هاوس و رقص است. آلبوم‌ها معمولاً ترکیبی از هنرمندان شناخته شده (گاهی ترانه‌های کمتر شناخته شده آنها) و هنرمندان کمتر شناخته شده را دارند.
عنوان مجموعه صدای بیس رو زیاد کن برگرفته از آهنگ محبوب تایری کوپر با همین نام در اواخر دهه ۱۹۸۰ است. ۲۵ آلبوم بین سال‌های ۱۹۸۹ تا ۱۹۸۳ منتشر شد.
سیزده میکس نیز به عنوان آلبوم با نام صدای بیس رو زیاد کن: مهمانی خانه (به انگلیسی: Turn Up the Bass: Houseparty) منتشر شده است. میکسرهای همچون تی سی ام، کوئن گرونولد، آدی ون در زوان، ایگه ون کرویسدیک و مارسل تیونیسن مسئول تولید مخلوط‌ها در ترکیب‌های مختلف بودند. سی دی‌های میکس به‌طور متوسط شامل تقریباً ۴۵ آهنگ هستند.
از ابتدای سال ۲۰۱۱، این مجموعه در قالب یک برنامه زنده رادیویی در رادیو دسیبل ادامه یافت که در آن ضربات سریال به صورت میکس توسط میکسرهای مجموعه صدای بیس رو زیاد کن به صورت زنده اجرا می‌شود.

## نمونه برداری و کاور کردن مجدد
صدای بیس رو زیاد کن به تعداد خیلی زیادی نیز پس از دهه نود میلادی همچنان نمونه برداری می‌شود به عنوان نمونه می‌توان به آهنگ من به تو روی زمین نیاز دارم (به انگلیسی: I Need You On The Floor) از گروه اسکوتر اشاره کرد و تاد تری، تاد تری در گفت و گوی خود با بیلبورد میوزیک می‌گوید
بیلبورد: زمانی که به توسعه صدای موسیقی هاوس در نیویورک کمک می‌کردید، آیا می‌دانستید که این ژانر چقدر گسترده خواهد شد؟
تاد تری: من صدای موسیقی هاوس را از شیکاگو گرفتم. من از شیکاگو برای ایجاد سبکم نمونه گرفتم. من واقعاً نمی‌دانستم چه کار می‌کنم؛ من فقط می‌خواستم شبیه آنها باشم. بعدها فهمیدم که از مارشال جفرسون، کوین ساندرسون، تایری کوپر و آدونیس نمونه گرفته‌ام. من چیزی در مورد این سبک نمی‌دانستم و هر چه می‌رفتم آن را یادمی‌گرفتم. وقتی متوجه شدم که در لندن در حال انفجار است، واقعاً چشمانم را برای انجام کارهای بیشتر باز کرد. بعد همه جای دنیا بود. وای.
| بررسی انتقادی | بررسی انتقادی                     |
| منبع          | رتبه‌بندی                          |
| ------------- | --------------------------------- |
| آل‌میوزیک      | * آل‌میوزیک پیوند - آل‌میوزیک پیوند |

## اجرا در تلویزیون
صدای بیس رو زیاد کن در برنامنه تلویزیونی بهترین‌های پاپ در سال ۱۹۸۹ در دو اپیزود توسط تایری کوپر همراه با کول راک اجرا شده بود

### موزیک ویدیوام تی وی
در سال ۱۹۸۸ ام تی وی موزیک ویدیویی از این آهنگ نیز پخش کرده بود